# Oliviero Troia
Oliviero Troia, né le 1er septembre 1994 à Bordighera (Ligurie), est un coureur cycliste italien.

## Biographie
Il met un terme à sa carrière cycliste à l'issue de la saison 2022.

## Palmarès et résultats

### Palmarès sur route
- 2011
  - Mémorial Bodrero
- 2012
  - Giro della Castellania
  - Trofeo Caduti Besnatesi
  - 2e du Tour de la Province de Bielle
  - 3e du Trophée de la ville de Loano
  - 3e de la Piccola Tre Valli Varesine
  - 6e du championnat d'Europe sur route juniors
- 2013
  - 3e du Gran Premio Industria e Commercio Artigianato Carnaghese
- 2014
  - Trofeo Gavardo Tecmor
  - 3e des Boucles de l'Essor
  - 3e de la Medaglia d'Oro Fiera di Sommacampagna
- 2016
  - 3e étape du Tour de la Bidassoa
  - 2e du Trofeo Montelupo
  - 3e de la Coppa San Geo
  - 3e de la Coppa San Bernardino
  - 3e de Milan-Busseto

### Résultats sur les grands tours

#### Tour de France
1 participation
- 2018 : 133e

#### Tour d'Espagne
1 participation
- 2019 : 150e

### Classements mondiaux
| Année                                 | 2015 | 2016  | 2017  | 2018  | 2019  | 2020 | 2021 | 2022  |
| ------------------------------------- | ---- | ----- | ----- | ----- | ----- | ---- | ---- | ----- |
| UCI World Tour                        |      | nc    | 407e  | nc    |       |      |      |       |
| Classement mondial                    |      | 1359e | 1982e | 1204e | 2064e | nc   | nc   | 1881e |
| UCI Europe Tour                       | 503e | 925e  | 1852e | 838e  | 1348e | nc   | nc   | 1212e |
| UCI Asia Tour                         | nc   | nc    | nc    | 595e  |       |      |      |       |
| UCI America Tour                      | nc   | nc    | 344e  | nc    |       |      |      |       |
|                                       |      |       |       |       |       |      |      |       |
| Légende : nc = non classéSource : UCI |      |       |       |       |       |      |      |       |

### Palmarès sur piste

#### Championnats d'Italie
- 2013
  - 2e de la poursuite par équipes
- 2014
  - 2e de la poursuite par équipes